# کوته (دستکش)

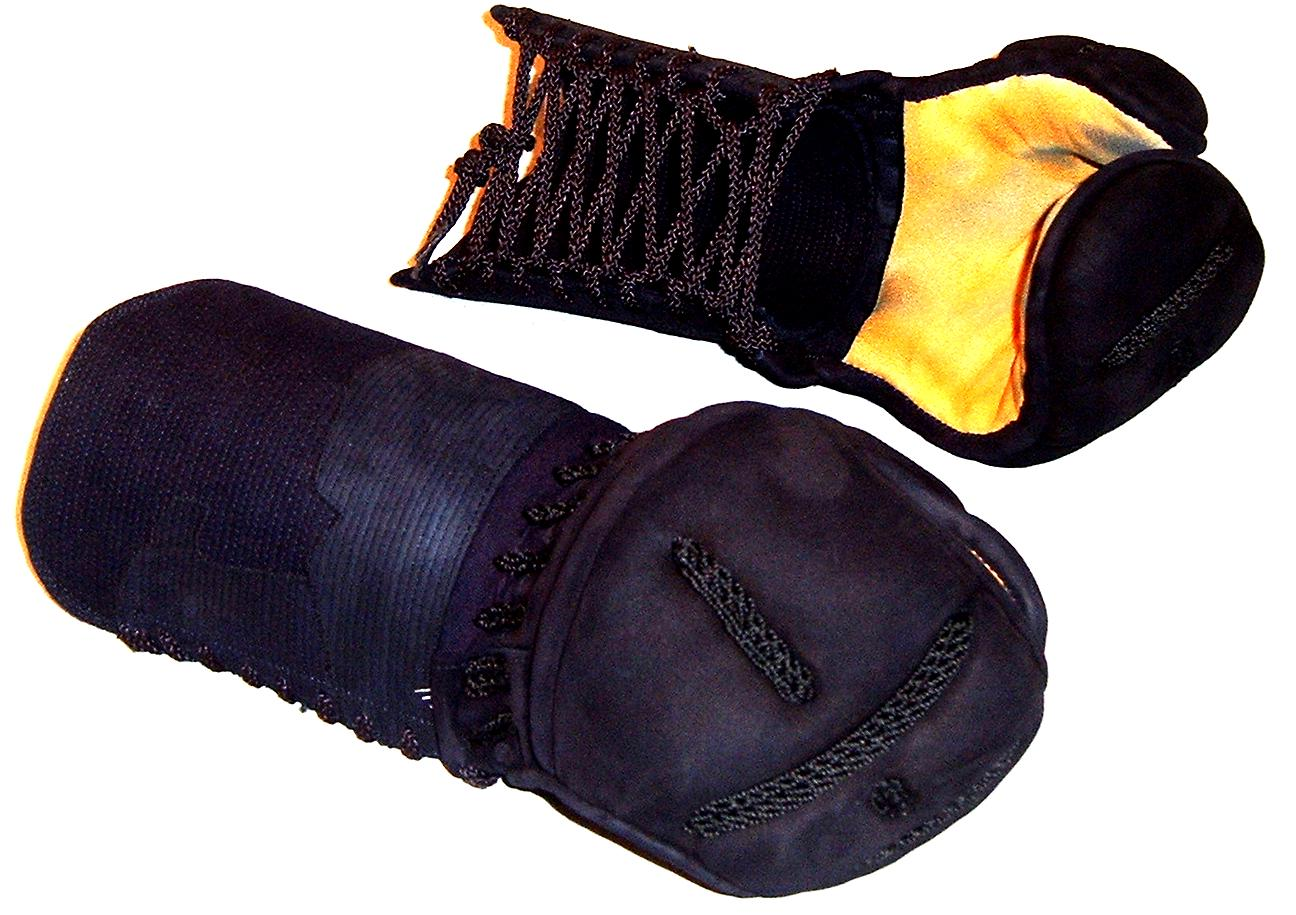

کوته (به ژاپنی: 小手) نام محافظ دست‌ها و مچ دستهای ورزشکاران رشته‌های رزمی کن‌دو بوده و قسمتی از بوگو می‌باشد. 
این نام همچنین نام یکی از پنج نوع ضربه ایست که در کندو با شینای بکار می‌رود. 